# Scarabaeus sennaariensis
Scarabaeus sennaariensis là một loài bọ cánh cứng trong họ Bọ hung (Scarabaeidae).